# 巴伯夫
巴伯夫（法語：Babœuf，法語發音：[babœf]）是法国瓦兹省的一个市镇，属于贡比涅区。

## 地理
巴伯夫（49°35'20"N, 3°5'4"E）面积7.18 平方千米，位于法国上法蘭西大區瓦兹省，该省份为法国北部内陆省份，北起索姆省，西接厄尔省和滨海塞纳省，南至塞纳-马恩省和瓦兹河谷省，东临埃纳省。
与巴伯夫接壤的市镇（或旧市镇、城区）包括：阿皮利、贝埃里库尔、布雷蒂尼、格朗德吕、蒙德库尔、萨朗西、瓦雷讷。

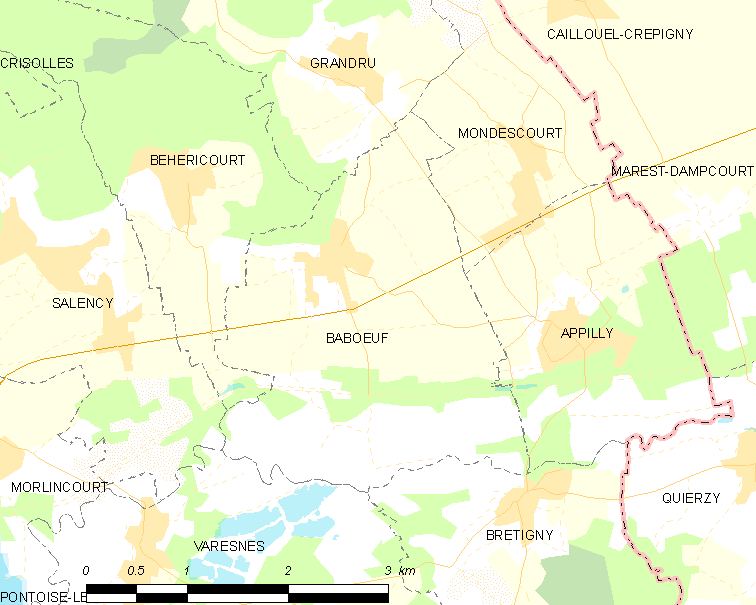
巴伯夫的OSM定位图

巴伯夫的时区为UTC+01:00、UTC+02:00（夏令时）。

## 行政
巴伯夫的邮政编码为60400，INSEE市镇编码为60037。

## 政治
巴伯夫所属的省级选区为努瓦永县。

## 人口

1962-2008年间巴伯夫人口变化图示

巴伯夫于2022年1月1日时的人口数量为514人。